# Île Nani
L’île Nani est un îlot de Nouvelle-Calédonie appartenant administrativement à Nakéty.